# Хоэнтурм
Хоэнтурм (нем. Hohenthurm) — посёлок в Германии, в земле Саксония-Анхальт, входит в район Зале в составе городского округа Ландсберг.
Население составляет 1629 человек (на 31 декабря 2009 года). Занимает площадь 7,76 км².

## История
В 936 году здесь были основаны первые укрепления, а в XII веке возведена полноценная крепость «Замок Хоэнтурм», вошедшая в маркграфство Ландсберг.
1 января 2010 года, после проведённых реформ, Хоэнтурм вошёл в состав городского округа Ландсберг в качестве района.

## Галерея

Хоэнтурм на карте городского округа
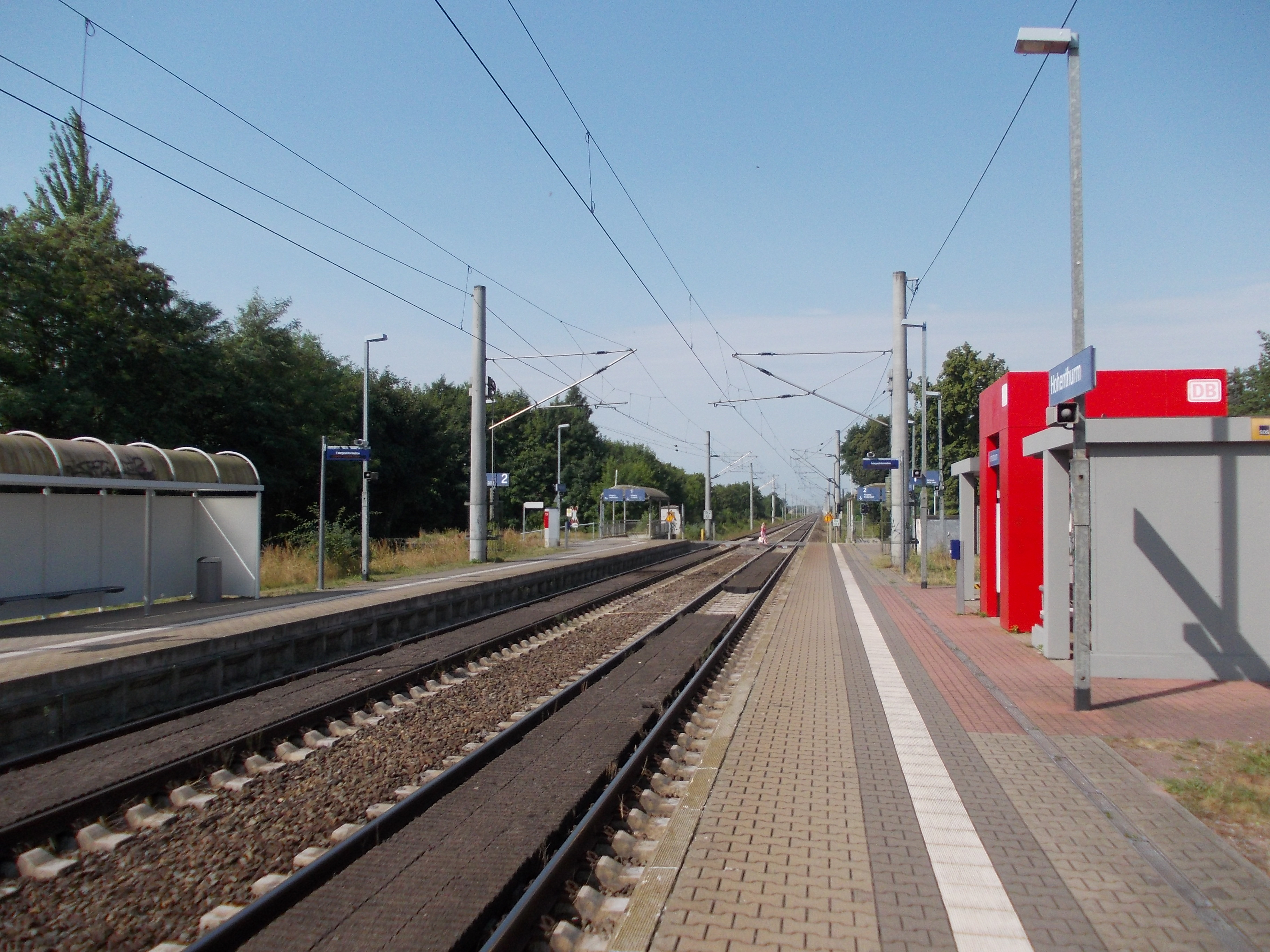
Ж/д станция Хоэнтурма
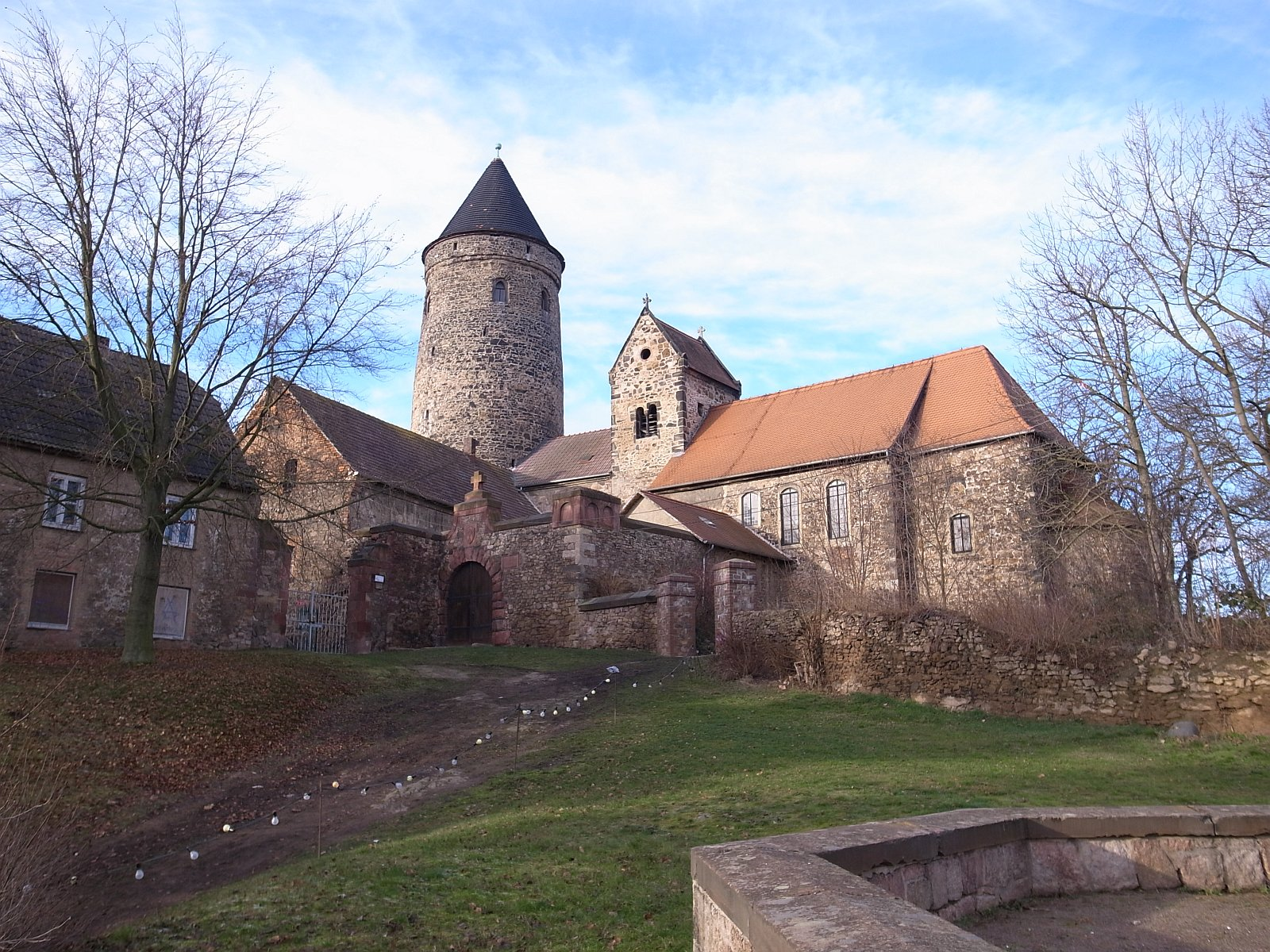
Церковь Хоэнтурма
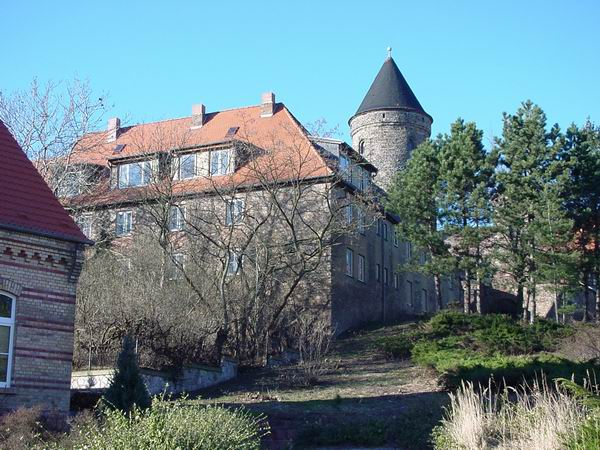
Замок Хоэнтурм